# Приско, Джузеппе Антонио Эрменеджильдо
Джузеппе Антонио Эрменеджильдо Приско (итал. Giuseppe Antonio Ermenegildo Prisco; 8 сентября 1833, Боскотреказе, королевство Обеих Сицилий — 4 февраля 1923, Неаполь, королевство Италия) — итальянский кардинал. Архиепископ Неаполя с 24 марта 1898 по 4 февраля 1923. Кардинал-дьякон 30 ноября 1896, с титулярной диаконией Сан-Чезарео-ин-Палатио с 3 декабря 1896 по 24 марта 1898. Кардинал-священник с титулом церкви Сан-Систо с 24 марта 1898.

## Источник
- Информация  (англ.)